# 卡拉摩尔根
卡拉摩尔根（突厥语词，意为黑色猎人）是12至13世纪伊犁河三角洲最大和最北的一座农业文明城市。
现遗址位于哈萨克斯坦阿拉木图州。遗址时代为公元9至12世纪，是伊犁河三角洲流域的保障性城址和丝绸之路巴尔喀什部分的重要中转站。丝绸之路自此向西通往哈萨克斯坦中心地区，然后到达东欧。虽然受过破坏和侵蚀，但还是保留了部分废墟和灌溉系统。